# Боллстон-Спа (Нью-Йорк)
Боллстон-Спа (англ. Ballston Spa) — селище (англ. village) в США, в окрузі Саратога штату Нью-Йорк. Населення — 5111 особа (2020).

## Географія
Боллстон-Спа розташований за координатами 43°0′20″ пн. ш. 73°51′16″ зх. д. / 43.00556° пн. ш. 73.85444° зх. д. (43.005640, -73.854458).  За даними Бюро перепису населення США в 2010 році селище мало площу 4,16 км², з яких 4,14 км² — суходіл та 0,02 км² — водойми.

## Демографія
Згідно з переписом 2010 року, у селищі мешкало 5409 осіб у 2269 домогосподарствах у складі 1291 родини. Густота населення становила 1299 осіб/км².  Було 2421 помешкання (581/км²).
Расовий склад населення:
| - 93,9 % — білих - 1,2 % — чорних або афроамериканців - 1,0 % — азіатів - 0,2 % — корінних американців - 0,1 % — вихідців з тихоокеанських островів |

До двох чи більше рас належало 2,7 %. Частка іспаномовних становила 3,2 % від усіх жителів.
За віковим діапазоном населення розподілялося таким чином: 21,0 % — особи молодші 18 років, 62,0 % — особи у віці 18—64 років, 17,0 % — особи у віці 65 років та старші. Медіана віку мешканця становила 39,3 року. На 100 осіб жіночої статі у селищі припадало 94,2 чоловіків;  на 100 жінок у віці від 18 років та старших — 88,0 чоловіків також старших 18 років.
Середній дохід на одне домашнє господарство  становив 68 343 долари США (медіана — 60 989), а середній дохід на одну сім'ю — 88 336 доларів (медіана — 75 865). Медіана доходів становила 55 383 долари для чоловіків та 38 171 долар для жінок. За межею бідності перебувало 7,7 % осіб, у тому числі 13,0 % дітей у віці до 18 років та 9,1 % осіб у віці 65 років та старших.
Цивільне працевлаштоване населення становило 2716 осіб. Основні галузі зайнятості: освіта, охорона здоров'я та соціальна допомога — 24,2 %, науковці, спеціалісти, менеджери — 18,6 %, виробництво — 12,2 %, мистецтво, розваги та відпочинок — 10,3 %.